# Prinasura pyrrhopsamma
Prinasura pyrrhopsamma là một loài bướm đêm thuộc phân họ Arctiinae, họ Erebidae.